# La Fin de Charles le Téméraire
Pour plus de détails, voir Fiche technique et Distribution.
La Fin de Charles le Téméraire est un film muet français réalisé par Georges Denola, sorti en 1910.
Le film est une adaptation du  roman Anne de Geierstein de Walter Scott, publié en 1829.

## Fiche technique
- Titre : La Fin de Charles le Téméraire
- Réalisation : Georges Denola
- Scénario : Paul Garbagni d'après le roman Anne de Geierstein de Walter Scott
- Photographie :
- Montage :
- Société de production : Le Film d'Art
- Société de distribution : Pathé frères
- Pays d'origine :  France
- Langue : français
- Métrage : 160 mètres
- Format : Noir et blanc — 35 mm — 1,33:1 — Muet
- Genre : Film dramatique,  Film biographique,  Film historique
- Durée : 5 minutes
- Dates de sortie : 
  -  France : 30 octobre 1910

## Distribution
- Louis Ravet : Charles le Téméraire
- Georges Laumonier : Albert de Geierstein
- Madeleine Céliat : Marie de Bourgogne